# キャラディネート
キャラディネート（CHARADINATE）とは、トレンド・ファッション・ライフスタイルにキャラクターを上手くとり入れたコーディネートの総称のこと。

## 概要
キャラディネートは、キャラクターとコーディネートを掛けた造語。
トレンドファッションにキャラクター商品を組み合わせるコーディネートの総称を指す。
キャラクターを連想させるような色使いでコーディネートを組む場合もある。コスプレとは異なるおしゃれ感が特徴。
様々なファッションスタイルが確立されている今日、全ての系統に取り込めるキャラクターコーディネート。
比較的ラフなスタイルのイメージが強いが、コレクションでもよく登場するグローバルなファッションスタイルである。
服以外にもキャラクターを連想させるヘア、メイク、ネイル、着信音を取り入れることも含まれる。

## キャラディネートの日
8月28日はキャラディネートの日。8（＝ファッション）2（＝TO）8（＝ファッション）と読み、ファッションとファッションをつなぐ架け橋という意味からとった日。また、2015年（平成27年）のこの日に発売されたファッション雑誌『NYLON JAPAN』で「キャラディネート」が特集され、広く知られることもその理由の一つ。記念日は日本記念日協会により認定・登録された。